# Weikerlseen
Der Kleine Weikerlsee und der Große Weikerlsee (auch nur: Weikerlsee) sind ein im Südosten von Linz im städtischen Bezirk Pichling gelegenes, künstlich angelegtes Naherholungsgebiet bzw. Naturschutzgebiet.

## Lage
Die Weikerlseen liegen direkt südwestlich der Traunmündung und nördlich der solarCity.
Das Erholungsgebiet umfasst den Badesee Kleiner Weikerlsee, den Grüngürtel, einige Parkplätze, Toilettenanlagen, eine Imbissstube und einen FKK-Bereich am Nordufer des Kleinen Weikerlsees.
Zwischen den beiden Weikerlseen befindet sich ein Verbindungsgerinne. Der Große Weikerlsee entwässert zum Mitterwasser.
Südlich des Großen Weikerlsees befinden sich Regenretentionsbecken für das Linzer Abwassernetz.
Das Erholungsgebiet liegt in einem Naturschutzgebiet (Natur- und Europaschutzgebiet Traun-Donau-Auen), wobei das Rückhaltebecken außerhalb liegt.

## Geschichte
Im Zuge der Bauarbeiten der Hermann-Göring-Werke 1938 und später zum Autobahnbau der A1 Westautobahn wurde nicht nur im Gebiet von Pichling Schotterabbau betrieben – woraus der Pichlinger See resultierte. Auch in den Traunauen wurde Schotter abgebaut, um das Werksgelände der Hermann-Göring-Werke vor Hochwasser zu schützen. Seit den 1950er Jahren dienen die so entstandenen Schottergruben als Badeseen.
Schon zu dieser Zeit errichtete die VOEST ein Erholungszentrum mit Kantine, Strandbad und Umkleideräumen; die Badefreuden fanden jedoch mit dem Hochwasser von 1954 ein jähes Ende. In den 1960er und 1970er Jahren war es ruhig geworden um die Weikerlseen, der Pichlinger See wurde ob der besseren Wasserqualität als Badeparadies auserkoren. 1994 kaufte die Stadt Linz die Seen, um sie später als Naherholungsgebiet für die Bewohner der solarCity Linz nutzen zu können.
Im Jahre 1982 wollte man den großen Weikerlsee mit der in der VOEST anfallenden Schlacke zuschütten. Dieser Plan wurde nach Intervention des Naturschutzbundes fallengelassen. Von diesem Vorhaben zeugen heute noch die massiven Pfeiler einer nie vollendeten Brücke über die Traun.

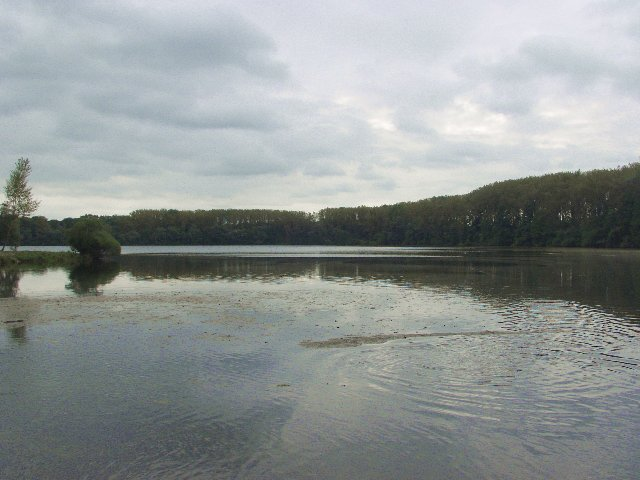
Großer Weikerlsee, an einem herbstlichen Vormittag
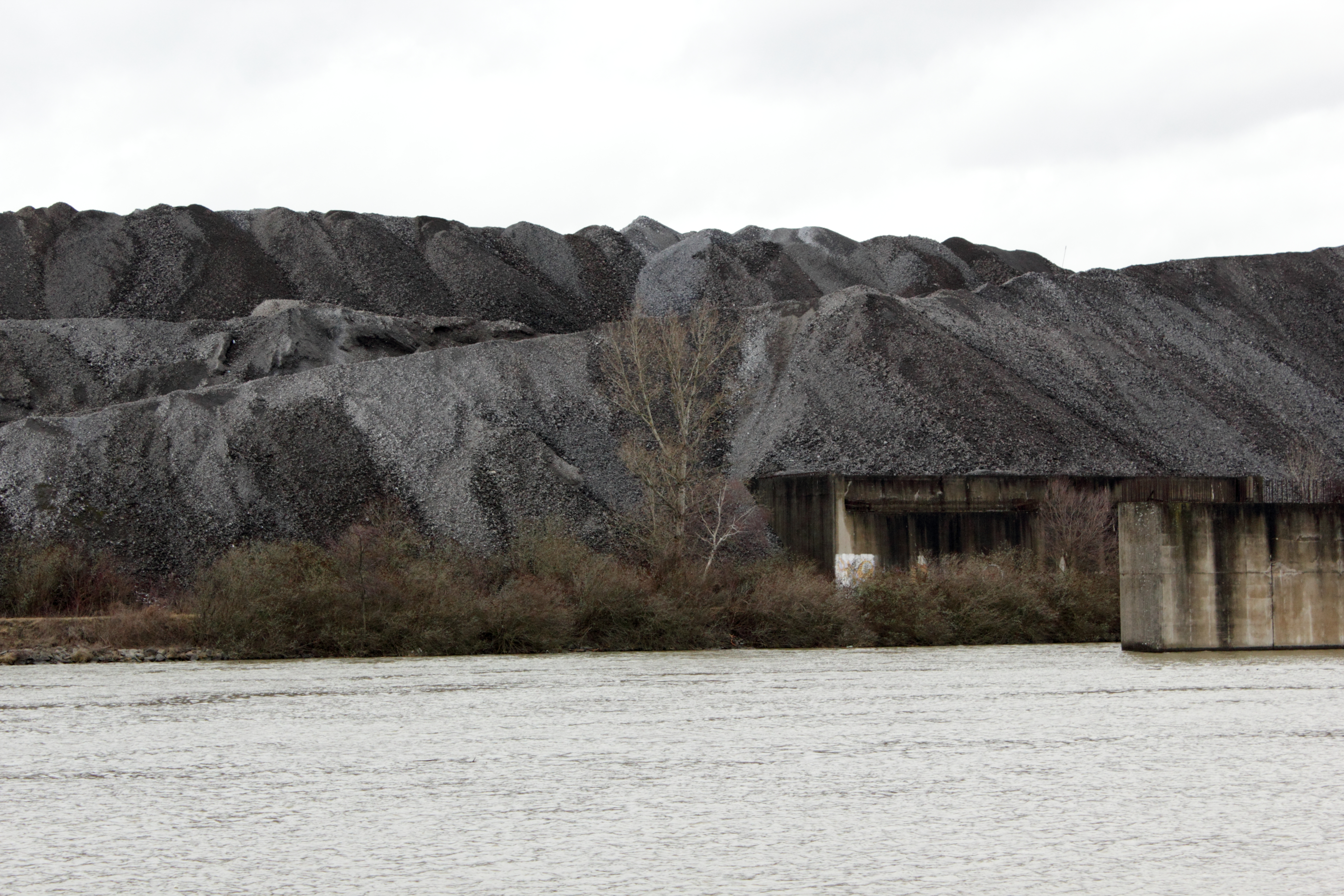
Unvollendete Straßenbrücke zum Weikerlsee. Im Hintergrund die Schlackeberge der VOEST.

## Naherholungsgebiet Weikerlsee heute
Die beiden Weikerlseen besitzen gemeinsam eine Wasserfläche von etwa 30 Hektar, davon hat der Große 23,5 ha. Der Große Weikerlsee ist mit 7 Metern um 3 Meter tiefer als der Kleine Weikerlsee. Beide Seen weisen aufgrund der Grundwasserquellen nur eine geringe Wassertemperatur auf, der Boden ist schlammbedeckt.

### Naturschutzgebiet
Die Wasserqualität des großen Weikerlsee weist zwar Badeseequalität auf, allerdings besteht – im Gegensatz zum Kleinen Weikerlsee – am großen Weikerlsee Badeverbot. Aufgrund des Status als Naturschutzgebiet gilt im und um den See:
- Hundebadeverbot
- Bootfahrverbot
- Feuerverbot
- Zeltverbot
- Hundeleinenpflicht
- Wegnutzungspflicht

Weiters darf kein Müll hinterlassen werden und es dürfen keine Pflanzen entfernt (oder neu angepflanzt) werden.

Der Kleine Weikerlsee wurde Anfang des 21. Jahrhunderts vergrößert. Über ihn führt eine Brücke mit Aussichtsplattform, die den nördlichen FKK-Bereich vom südlichen Textilstrand trennt. Am Südufer befindet sich eine Imbissstube mit Toilettenanlagen.
Im Großen Weikerlsee ist aufgrund des Naturschutzgebietes das Baden ausnahmslos verboten.

### Stadtwanderweg
Der Große Weikerlsee wird vom Stadtwanderweg Ebelsberg-Weikerlsee umrundet. Der Weg führt im Norden (bei der Traun) außen herum, am Damm, nicht wie der Trampelpfad vermuten lässt, der in den Wald hinein führt!

### Naturwacheorgane
Es werden in unregelmäßigen Abständen Begehungen von Naturwacheorganen durchgeführt, die jederzeit mit mehr Informationen über das Gebiet zur Verfügung stehen. Weiters gibt es einen Flyer der Abteilung Naturschutz vom Land Oberösterreich, auch mit der Information über dieses besondere und vor allem letzte Stück Natur in der Nähe von Linz, das weitgehend unberührt ist und so möglichst erhalten werden soll.
Die Naturwacheorgane sind vom Land Oberösterreich ausgebildete und unter dem Titel Organ der Landesregierung angelobte Personen; ihnen gegenüber herrscht Ausweispflicht.